# Isabella Ackerl
Isabella Ackerl (* 15. Oktober 1940 in Wien) ist eine österreichische Historikerin, Germanistin und Autorin.

## Leben
Isabella Ackerl besuchte das Bundesgymnasium Wien 13., Fichtnergasse, wo sie 1959 mit der Matura abschloss. Danach studierte sie Geschichte und Germanistik an der Universität Wien, wo sie 1968 promovierte. Von 1968 bis 1971 übte sie verschiedene Tätigkeiten in der Privatwirtschaft aus. 
1971 wechselte sie zur „Wissenschaftlichen Kommission des Theodor Körner-Stiftungsfonds und des Leopold-Kunschak-Preises zur Erforschung der Geschichte der Ersten Republik“, die im Österreichischen Staatsarchiv situiert war.  Dort hatte sie die Stelle der wissenschaftlichen Sekretärin inne. Seit 1975 hatte sie eine Anstellung im damaligen Bundesministerium für Wissenschaft und Forschung, war dem Bundeskanzleramt dienstzugeteilt und seit 1990 im Bundespressedienst beschäftigt. 2002 ging sie in Pension. Im Club alpha beschäftigt sie sich  mit Frauenförderung und ist als Kuratorin der Galerie alpha tätig.

## Werk
Sie war als Herausgeberin und Redakteurin für drei wissenschaftliche Buchreihen (insgesamt etwa 30 Bände) verantwortlich und verfasste mehr als 40 wissenschaftliche Aufsätze, vorwiegend zur Zeitgeschichte.  Auch populärwissenschaftliche Publikationen, z. B. Monographien zu Matthias Corvinus, zur Zweiten Türkenbelagerung Wiens, eine Wien-Chronik, Wien-Reiseführer und die Geschichte der Bundesländer-Versicherung gehören zu ihrem Œuvre. Weiters trat sie als Herausgeberin der Erinnerung von Angela Rohr, die noch vor 1989 nach dem Westen gebracht worden sind, in Erscheinung.
In der Reihe Marix-Wissen erschienen von ihr: Die bedeutendsten Staatsmänner, Die Länder der Erde (2 Bände) und Daten zur österreichischen Geschichte (2 Bände). Auch an zwei CD-ROMs hat sie mitgewirkt.

## Weitere Werke
- Fortschreibungen von Kleindel: Daten zur österreichischen Geschichte und von Österreich-Chroniken
- Chronik Wiens
- Österreichisches Personenlexikon zur Ersten und Zweiten Republik
- Mutige Frauen. 46 Porträts. Marix Verlag, Wiesbaden 2014, ISBN 978-3-86539-995-3.

## Auszeichnungen
- 2000: Leopold-Kunschak-Preis
- 2002: Ehrenkreuz für Wissenschaft und Kunst I. Klasse